# Pitcairnia corallina
Pitcairnia corallina là một loài thực vật có hoa trong họ Bromeliaceae. Loài này được Linden & André miêu tả khoa học đầu tiên năm 1873.